# Lorenz Prætorius
Lorenz Prætorius (27. november 1708 – 23. august 1781 i Christiansfeld) var en dansk embedsmand, toldkammer- og finansdeputeret.
Han blev som ganske ungt menneske ansat i norske bjergværkers og nordenfjeldske toldregnskabers kontor og udnævntes 13 år senere (1737) til fuldmægtig i dette kontor. 1760 blev han sekretær i Toldkammerkancelliet, 1763 kommitteret i Det vestindisk-guineiske Rente- og Generaltoldkammer, 1768 tillige kommitteret i General-Kommercekollegiet, og 1771 overtog han den tilsvarende stilling i Tyske Kammer under Finanskollegiet. Fra 1773 til 1776 var han deputeret i vestindisk-guineisk Rente- og Generaltoldkammer, derefter til 1781 deputeret i Finanskollegiet; 1773-81 beklædte han desuden stillingen som medlem af Bjergværksdirektoriet og var tillige 1777-81 medlem af Overskattedirektionen. 1760 var han blevet kammerråd, 1766 justitsråd, 1773 etatsråd og 1776 konferensråd.
I en lang årrække ledede han den filial af Herrnhutermenigheden, som han under navnet «det kjøbenhavnske Brødresocietet» 1739 selv havde stiftet. Han tog sig med varme af menighedens missionsvirksomhed i Trankebar og Guinea og virkede ivrigt for anlægget af Christiansfeld, hvor han også efter sin afgang fra statstjenesten i begyndelsen af 1781 tog stadigt ophold og 23. august 1781 døde hos sin søn, der var blevet den derværende menigheds første præst. 26. august 1735 ægtede han Marie Eichsted, der overlevede ham.